# Scanners
Pour les articles homonymes, voir Scanner.
Série
Scanners 2 : La Nouvelle Génération
(1991)
Série film David Cronenberg
Chromosome 3
(1979) Vidéodrome
(1983)
Pour plus de détails, voir Fiche technique et Distribution.
Scanners est un film de science-fiction horrifique canadien écrit et réalisé par David Cronenberg et sorti en 1981.
Il donne lieu à plusieurs suites indépendantes.

## Synopsis
La société ConSec cherche à regrouper les « scanners », des médiums aux pouvoirs surnaturels. Elle recrute Cameron Val, un jeune médium, pour détecter tous les scanners qui lui sont opposés. Cameron va découvrir les zones obscures de cette dangereuse mission.

## Fiche technique
- Titre original et français : Scanners
- Réalisation et scénario : David Cronenberg
- Photographie : Mark Irwin
- Montage : Ronald Sanders
- Musique : Howard Shore
- Production : Claude Héroux
- Sociétés de production : Canadian Film Development Corporation et Filmplan International
- Société de distribution : Embassy Pictures
- Budget : 2 700 000 de dollars[1]
- Pays de production :  Canada
- Langue originale : anglais
- Format : couleur - mono - 35 mm - 1.85:1
- Genre : science-fiction horrifique
- Durée : 97 minutes
- Dates de sortie :
  - États-Unis : 14 janvier 1981
  - Canada : 16 janvier 1981
  - France : 8 avril 1981
- Classification :
  - France : interdit aux moins de 12 ans lors de sa sortie en France[2]

## Distribution
- Stephen Lack (VF : Jean Barney) : Cameron Vale
- Jennifer O'Neill (VF : Nadine Delanoë) : Kim Obrist
- Patrick McGoohan (VF : Jean Michaud) : Dr Paul Ruth
- Lawrence Dane : Braedon Keller
- Michael Ironside (VF : Georges Claisse) : Darryl Revok
- Robert A. Silverman (en) (VF : Sady Rebbot) : Benjamin Pierce
- Mavor Moore : Trevellyan
- Larry Perkins (VF : Pierre Hatet) : l'homme de Security One qui escorte Revok (crédité Lee Broker)
- Adam Ludwig (VF : Jacques Ebner) : Arno Crostic
- Louis Del Grande (en) (VF : Claude Rollet) : le scanner tué dans l'amphithéâtre

## Production
Le tournage a principalement lieu à Montréal au Québec et à Toronto en Ontario.

## Accueil
Le film a connu un certain succès commercial, rapportant environ 14 225 000 de dollars au box-office en Amérique du Nord pour un budget de 2 700 000 de dollars. En France, il a réalisé 598 339 entrées.
Il a reçu un accueil critique favorable, recueillant 76 % de critiques positives, avec une note moyenne de 6,8/10 et sur la base de 25 critiques collectées, sur le site agrégateur de critiques Rotten Tomatoes.

## Distinctions

### Récompenses
- Saturn Awards 1981 : meilleur film international
- Fantasporto 1983 : meilleur film pour David Cronenberg

### Nominations
- Saturn Awards 1981 : meilleur maquillage pour Gary Zeller
- Prix Génie 1982 : meilleur film, meilleur acteur dans un second rôle pour Michael Ironside, meilleur réalisateur pour David Cronenberg, meilleur scénario pour David Cronenberg, meilleure direction artistique pour Carol Spier, meilleurs costumes pour Delphine White, meilleur montage sonore pour Ronald Sanders et meilleur son pour Peter Burgess

## Analyse
(mai 2020).
- Si vous ne connaissez pas le sujet, laissez ce bandeau (vous pouvez alors contacter les auteurs).
- Si vous supprimez le contenu mis en cause (vous pouvez préalablement contacter les auteurs),

argumentez précisément cette suppression dans la page de discussion
(un manque de référence n'est pas un argument ; une recherche réelle de référence doit avoir été effectuée, être formellement documentée).
Scanners exploite une des thématiques préférées de David Cronenberg, la rencontre entre le médical et l'horrible. Comme à l'accoutumée chez le réalisateur canadien, un sentiment d'étrangeté traverse le film. Qu'il s'agisse de la séquence fameuse de la tête qui explose, ou d'autres, plus anodines, Cronenberg reste fidèle à ce qu'il va renouveler plus tard dans La Mouche, ou dans eXistenZ. C’est-à-dire que le corps humain n'est qu'un tas de chair difforme avec lequel il est intéressant de s'amuser, de rêver et surtout de faire des cauchemars. Une des scènes clés est celle du musée d'art contemporain où sont exposées les œuvres d'un de ces êtres génétiquement modifiés que sont les Scanners, véritable musée des horreurs.
Les Scanners en eux-mêmes sont présentés comme des erreurs de la nature, biologiquement modifiées par un médicament (l'Ephemerol) qui avait pour but d'apaiser les contractions dues aux grossesses des mères américaines des années 1950 — on pourra y voir une référence à des médicaments tératogènes réels comme la thalidomide ou le Distilbène. Le médicament échoue et transforme les fœtus en des êtres capables de télépathie et de télékinésie. La première génération, le héros, Cameron Vale, et son pendant méchant, Darryl Revok, sont en réalité les fils de l'inventeur du médicament, le Dr Paul Ruth. Une scène particulièrement étrange est celle où Cameron et Kim Obrist (Jennifer O'Neil) se rendent chez un médecin qui administre encore l'Ephemerol à ses patientes. Cameron laisse Kim dans la salle d'attente pendant qu'il part interroger le médecin. À côté d'elle, une femme enceinte lit un journal, et Kim a l'impression de se faire « scanner » par le fœtus lui-même.
Cette dernière scène, qui précède le duel final entre les deux frères monstrueux, est révélatrice de l'intérêt que porte David Cronenberg pour ce qui peut paraître grotesque dans la nature humaine, c’est-à-dire dans sa conception et son essence même. La tête du savant explose devant une assemblée de scientifiques dans un amphithéâtre de style très contemporain. Depuis une simple cabine téléphonique, Cameron est capable d'accéder à l'ordinateur de ConSec (la société qui met au point les Scanners) pour y dérober le nom des médecins qui distribuent l'Ephemerol. La fin de la scène se termine par l'explosion de la salle de l'ordinateur et la mort de tous ceux qui s'y trouvent.
Chaque fois, le film montre qu'un être humain légèrement amélioré, si l'on peut dire, bouleverse toute une société basée sur le confort hypermoderne et consumériste. L'élégance du centre commercial où Cameron se fait capturer en témoigne, de même que les locaux de ConSec ou le bureau de Darryl Revok à la fin. Toutes les séquences de télépathie ne se produisent pas comme une révélation (comme ce sera le cas dans Dead Zone en 1983) mais comme une expulsion psychique de colère et de plaisir. Et au centre de l'organigramme, on retrouve le père Patrick McGoohan à la fois père des deux rivaux (Cameron et Darryl) mais également faux démiurge, parce que responsable de la difformité de ses fils, et donc haï par l'un d'eux.

## Suites etspin-off
Le film connait deux suites sorties directement en vidéo : 
- 1991 : Scanners 2 : La Nouvelle Génération de Christian Duguay
- 1991 : Scanners 3 : Puissance maximum de Christian Duguay

Par ailleurs, deux films dérivés sont produits :
- 1994 : Scanner Cop de Pierre David
- 1995 : Scanners: The Showdown de Steve Barnett